# Record d'Europe de natation dames du 4 × 50 mètres nage libre
Progression du record d'Europe de natation sportive dames pour l'épreuve du 4 × 50 mètres nage libre (en bassin de 25 mètres uniquement).

## Bassin de 25 mètres
| Temps         | Laps    | Athlète               | Naissance | Âge | Équipe    | Compétition               | Lieu      | Date             |
| ------------- | ------- | --------------------- | --------- | --- | --------- | ------------------------- | --------- | ---------------- |
| 1 min 40 s 63 |         |                       |           |     | Allemagne |                           |           |                  |
| -----         |         |                       |           |     |           |                           |           |                  |
| 1 min 39 s 56 |         |                       |           |     | Allemagne | Championnats d'Europe     | Sheffield | 11 décembre 1998 |
|               |         | Katrin Meissner       | 1973      | 25  |           |                           |           |                  |
|               |         | Simone Osygus         |           |     |           |                           |           |                  |
|               |         | Marianne Hinners      |           |     |           |                           |           |                  |
|               |         | Sandra Volker         | 1974      | 24  |           |                           |           |                  |
| -----         |         |                       |           |     |           |                           |           |                  |
| 1 min 38 s 45 |         |                       |           |     | Suède     | Championnats d'Europe     | Lisbonne  | 10 décembre 1999 |
|               |         | Johanna Sjöberg       | 1978      | 21  |           |                           |           |                  |
|               |         | Therese Alshammar     | 1977      | 22  |           |                           |           |                  |
|               |         | Anna-Karin Kammerling | 1980      | 19  |           |                           |           |                  |
|               |         | M. Svahnstrom         |           |     |           |                           |           |                  |
| 1 min 38 s 21 |         |                       |           |     | Suède     | Championnats d'Europe     | Valence   | 15 décembre 2000 |
|               | 25 s 74 | Annika Lofstadt       |           |     |           |                           |           |                  |
|               | 23 s 51 | Therese Alshammar     | 1977      | 23  |           |                           |           |                  |
|               | 24 s 58 | Johanna Sjöberg       | 1978      | 22  |           |                           |           |                  |
|               | 24 s 38 | Anna-Karin Kammerling | 1980      | 20  |           |                           |           |                  |
| 1 min 38 s 13 |         |                       |           |     | Pays-Bas  | Championnats d'Europe (s) | Dublin    | 12 décembre 2003 |
|               | 25 s 20 | Hinkelien Schreuder   | 1984      | 19  |           |                           |           |                  |
|               | 24 s 54 | Annabel Kosten        | 1977      | 26  |           |                           |           |                  |
|               | 24 s 45 | Chantal Groot         | 1982      | 21  |           |                           |           |                  |
|               | 23 s 95 | Marleen Veldhuis      | 1979      | 24  |           |                           |           |                  |
| 1 min 37 s 52 |         |                       |           |     | Pays-Bas  | Championnats d'Europe (f) | Dublin    | 12 décembre 2003 |
|               | 25 s 02 | Hinkelien Schreuder   | 1984      | 19  |           |                           |           |                  |
|               | 24 s 47 | Annabel Kosten        | 1977      | 26  |           |                           |           |                  |
|               | 24 s 53 | Chantal Groot         | 1982      | 21  |           |                           |           |                  |
|               | 23 s 50 | Marleen Veldhuis      | 1979      | 24  |           |                           |           |                  |
| 1 min 36 s 27 |         |                       |           |     | Pays-Bas  | Championnats d'Europe (f) | Trieste   | 9 décembre 2005  |
|               | 24 s 38 | Hinkelien Schreuder   | 1984      | 21  |           |                           |           |                  |
|               | 24 s 31 | Inge Dekker           | 1985      | 20  |           |                           |           |                  |
|               | 24 s 16 | Chantal Groot         | 1982      | 23  |           |                           |           |                  |
|               | 23 s 42 | Marleen Veldhuis      | 1979      | 26  |           |                           |           |                  |
| 1 min 34 s 82 |         |                       |           |     | Pays-Bas  | Championnats d'Europe (f) | Debrecen  | 14 décembre 2007 |
|               | 24 s 46 | Inge Dekker           | 1985      | 22  |           |                           |           |                  |
|               | 23 s 54 | Hinkelien Schreuder   | 1984      | 23  |           |                           |           |                  |
|               | 23 s 67 | Ranomi Kromowidjojo   | 1990      | 17  |           |                           |           |                  |
|               | 23 s 15 | Marleen Veldhuis      | 1979      | 28  |           |                           |           |                  |
| 1 min 33 s 80 |         |                       |           |     | Pays-Bas  | Championnats d'Europe (f) | Rijeka    | 12 décembre 2008 |
|               | 23 s 80 | Hinkelien Schreuder   | 1984      | 24  |           |                           |           |                  |
|               | 23 s 89 | Inge Dekker           | 1985      | 23  |           |                           |           |                  |
|               | 23 s 29 | Ranomi Kromowidjojo   |           |     |           |                           |           |                  |
|               | 22 s 82 | Marleen Veldhuis      | 1979      | 29  |           |                           |           |                  |
| 1 min 33 s 25 |         |                       |           |     | Pays-Bas  | Championnats d'Europe (f) | Istanbul  | 11 décembre 2009 |
|               | 23 s 53 | Inge Dekker           | 1985      | 24  |           |                           |           |                  |
|               | 22 s 81 | Hinkelien Schreuder   | 1984      | 25  |           |                           |           |                  |
|               | 23 s 88 | Saskia De Jonge       | 1986      | 23  |           |                           |           |                  |
|               | 23 s 03 | Ranomi Kromowidjojo   | 1990      | 19  |           |                           |           |                  |
| 1 min 32 s 50 |         |                       |           |     | Pays-Bas  | IM Wouda Cup              | Eindhoven | 12 décembre 2020 |
|               | 23 s 05 | Ranomi Kromowidjojo   | 1990      | 30  |           |                           |           |                  |
|               | 23 s 16 | Maaike de Waard       | 1996      | 24  |           |                           |           |                  |
|               | 23 s 47 | Kim Busch             | 1998      | 22  |           |                           |           |                  |
|               | 22 s 82 | Femke Heemskerk       | 1987      | 33  |           |                           |           |                  |